# Liten lysmask
Liten lysmask (Phosphaenus hemipterus) är en skalbaggsart som först beskrevs av Antoine François, comte de Fourcroy 1785.  Liten lysmask ingår i släktet Phosphaenus och familjen lysmaskar. Arten är reproducerande i Sverige. Inga underarter finns listade i Catalogue of Life.

## Bildgalleri

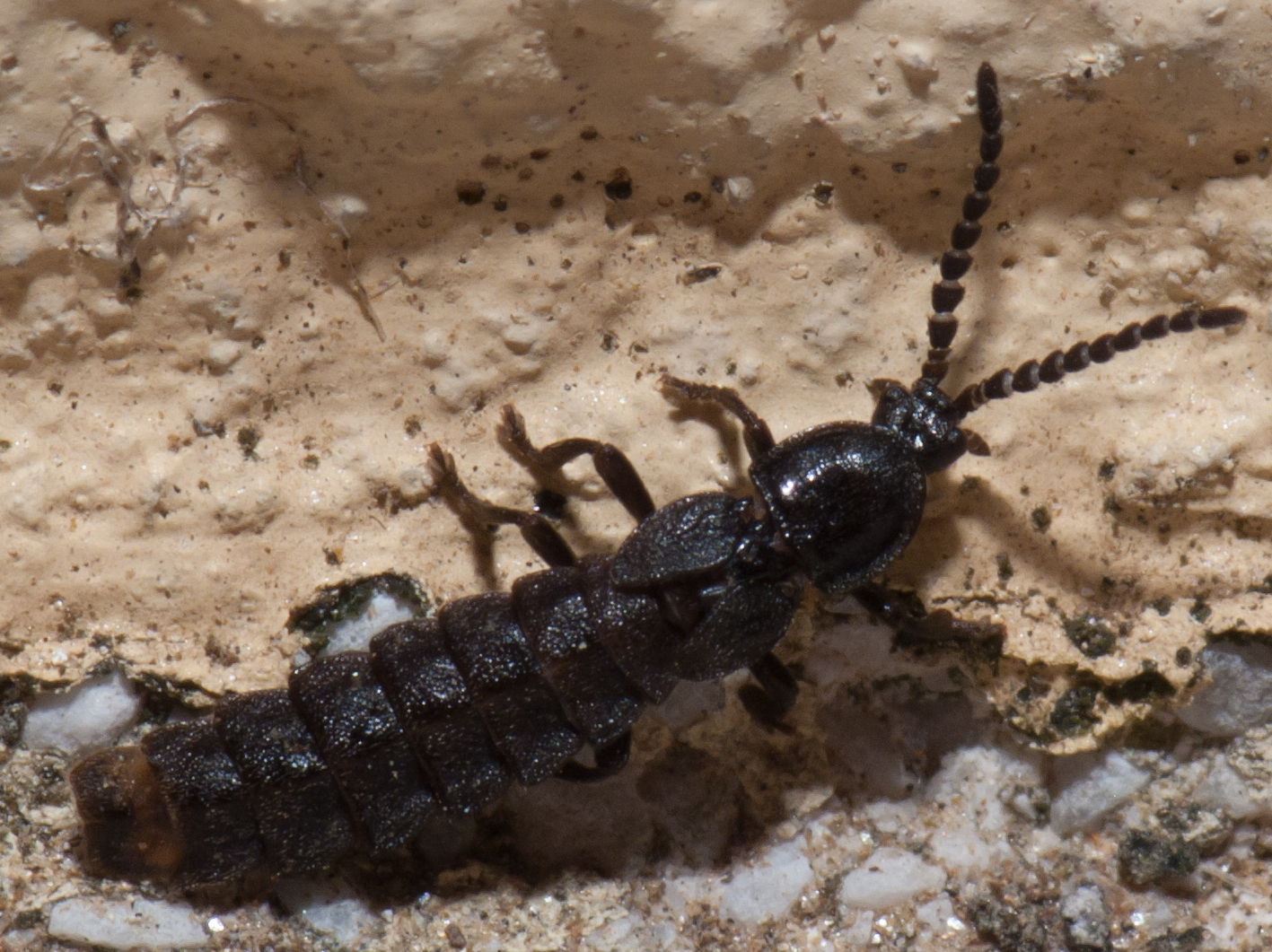
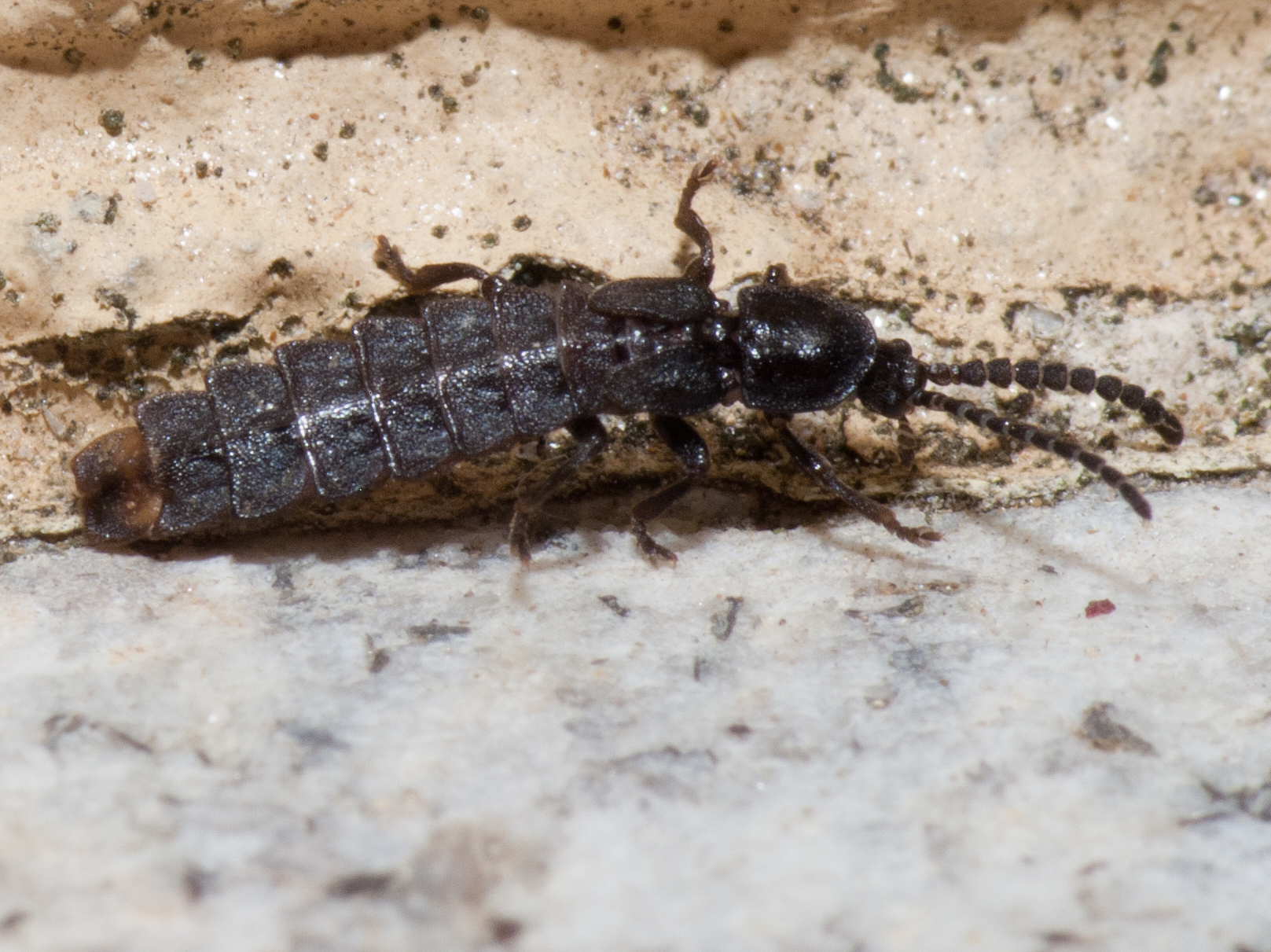
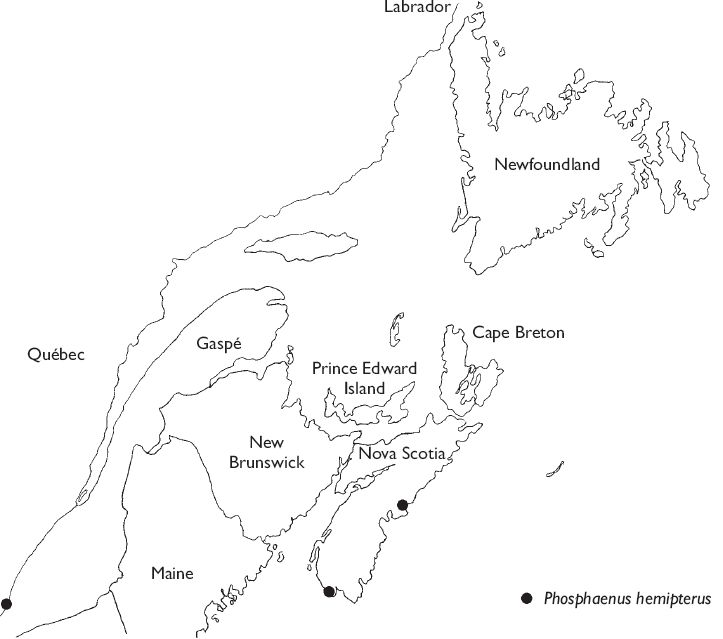
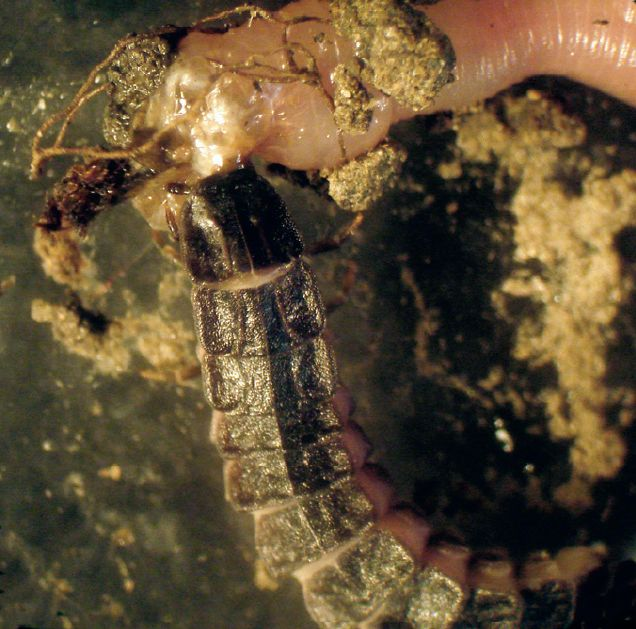
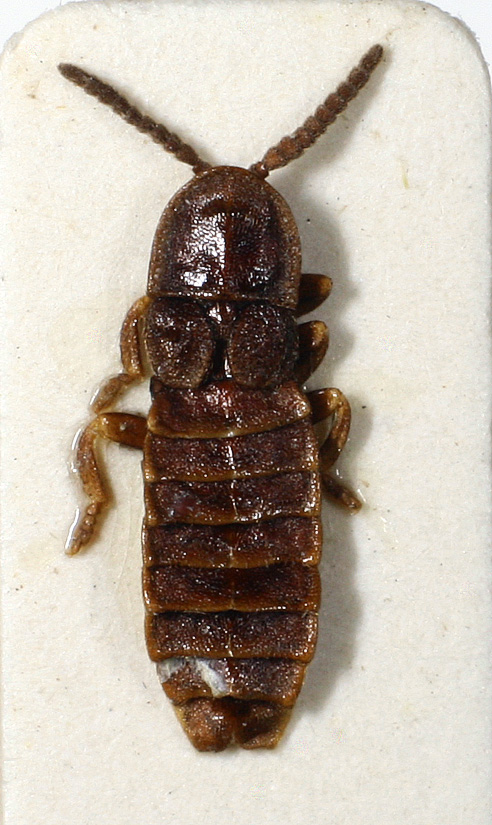